# Gerbillus amoenus
Gerbillus amoenus је врста глодара из породице мишева.

## Распрострањење
Врста је присутна у Египту и Либији.

## Угроженост
Ова врста није угрожена, и наведена је као последња брига јер има широко распрострањење.